# Mastixis aeneas
Mastixis aeneas är en fjärilsart som beskrevs av William Schaus 1916. Mastixis aeneas ingår i släktet Mastixis och familjen nattflyn. Inga underarter finns listade i Catalogue of Life.